# قیصر

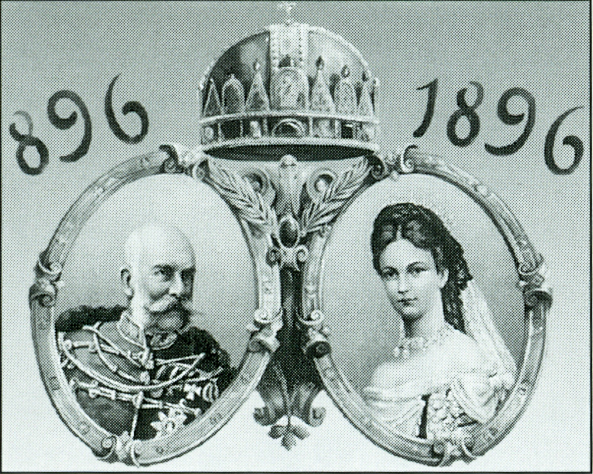
Austrian Emperor امپراتور اتریش فرانتس یوزف یکم و ملکه الیزابت اتریش-مجارستان

قیصر (به انگلیسی: Kaiser) (‎/ˈkaɪzər/‎ KY-zər; تلفظ در آلمانی: [ˈkaɪzɐ])، عنوانی است که از نظر تاریخی توسط امپراتوران آلمانی و اتریشی استفاده می‌شده است. در زبان آلمانی، این عنوان در اصل به حاکمان در هر کجای جهان که بالاتر از رتبه پادشاه (König) باشند، اطلاق می‌شود. در انگلیسی، کلمه «قیصر» عمدتاً به امپراتوران امپراتوری آلمان متحد (۱۸۷۱–۱۹۱۸) و امپراتوران امپراتوری اتریش (۱۸۰۴–۱۹۱۸) اطلاق می‌شود. در طول جنگ جهانی اول احساسات ضد آلمانی در اوج خود بود؛ بنابراین اصطلاح «قیصر» - به ویژه هنگامی که به ویلهلم دوم، امپراتور آلمان اطلاق می‌شد - در کشورهای انگلیسی‌زبان بار معنایی منفی قابل توجهی پیدا کرد.
در اروپای مرکزی، به ویژه بین شمال ایتالیا و جنوب لهستان، بین غرب اتریش و غرب اوکراین و در باواریا، فرانتس یوزف یکم، امپراتور اتریش هنوز هم با Der Kaiser (امپراتور) مرتبط است. در نتیجه سلطنت طولانی او از ۱۸۴۸ تا ۱۹۱۶ و عصر طلایی مرتبط با آن قبل از جنگ جهانی اول، این عنوان اغلب هنوز هم از احترام تاریخی بسیار بالایی در این منطقه جغرافیایی برخوردار است.

## واژه‌شناسی
قیصر در فارسی برگرفته از تلفظ عربی واژهٔ لاتین کایسار (Caesar) است که در ایران پیش از اسلام کِیسَر تلفظ می‌شده‌است.
همانند عنوان اسلاوی تزار (به انگلیسی: Tsar)، قیصر مستقیماً از عنوان امپراتوران روم، سزار گرفته شده است که آن نیز به نوبه خود از نام شخصی ژولی سزار، شاخه‌ای از تیره (طایفه) جولیا که ژولیوس سزار جد دودمان ژولیو کلودین به آن تعلق داشت، گرفته شده است. بر اساس حکایتی که در کتاب «سوتونیوس» («دیووس ژولیوس» ۷۹٫۲) گزارش شده است، گفته شده است که خود سزار زمانی از فامیل خود به عنوان یک لقب استفاده کرده است؛ اما این در نهایت بعید است.
اگرچه پادشاهان بریتانیایی که به عنوان «امپراتور هند» شناخته می‌شدند، در هندی و اردو نیز قیصر هند نامیده می‌شدند، اما این کلمه، اگرچه در نهایت ریشه لاتین یکسانی دارد، از قیصر فارسی گرفته شده است، نه از Kaiser آلمانی.

## عنوان در تاریخ آلمان و پیشینیان
امپراتوران مقدس روم (۹۶۲–۱۸۰۶) خود را «قیصر» نامیدند، که عنوان امپراتوری را با عنوان «قیصر» ترکیب می‌کردند. پادشاه رومن‌ها (مورد وارث تعیین شده قبل از تاجگذاری امپراتوری). آنها حکومت خود را ادامه حکومت امپراتوری روم می‌دانستند و از عنوان برگرفته از عنوان «سزار» برای بازتاب میراث فرضی خود استفاده می‌کردند. از سال ۱۴۵۲ تا ۱۸۰۶، به جز سال‌های ۱۷۴۲–۱۷۴۵، تنها اعضای دودمان هابسبورگ «امپراتور مقدس روم» بودند.
در سال ۱۸۰۶، امپراتوری مقدس روم منحل شد، اما عنوان «قیصر» توسط دودمان هابسبورگ حفظ شد، که رئیس آن، از آغاز سال ۱۸۰۴، امپراتور عنوان قیصر اتریش را به خود اختصاص داد. پس از سال ۱۲۷۳، اکثر پادشاهان یا امپراتوران مقدس روم از دودمان هابسبورگ بودند، بنابراین آنها خود را وارث مشروع عنوانی می‌دیدند که برگزیده بودند.
با وجود جاه‌طلبی‌های هابسبورگ، امپراتوری اتریش دیگر نمی‌توانست ادعای حکومت بر بیشتر آلمان را داشته باشد، اگرچه آنها علاوه بر اتریش، بر مناطق وسیعی از سرزمین‌های مسکونی غیرآلمانی‌ها حکومت می‌کردند. به گفته مورخ فریدریش هیر، امپراتور هابسبورگ اتریش همچنان یک "auctoritas" از نوع خاص باقی ماند. او «نوه سزارها» بود، حامی کلیسای مقدس باقی ماند، اما بدون اینکه ادیان دیگر را از این امر مستثنی کند. در این سنت، امپراتور اتریش خود را حامی مردم، اقلیت‌ها و همه جوامع مذهبی خود می‌دانست. در این راستا، اقلیت‌ها در سلطنت هابسبورگ، و همچنین یهودیان از یک سو و مسلمانان از سوی دیگر، به امپراتور وفادار بودند (آلمانی:kaisertreu).
در سال ۱۸۶۷ طی سازش اتریشی-مجاری، امپراتوری اتریش به دولت اتریش-مجارستان (به اصطلاح سلطنت دانوب) تقسیم شد، و فرانتس یوزف یکم، مانند جانشینش کارل یکم، امپراتور اتریش و پادشاه مجارستان بود. در نتیجه این سنت بی‌وقفه چند قرنی، امروزه اعضای خانواده هابسبورگ اغلب به عنوان والاحضرت‌های امپراتوری (آلمانی: Kaiserliche Hoheit) و به عنوان مثال، اعضای نشان امپراتوری و سلطنتی سنت جورج به عنوان شوالیه‌های امپراتوری شناخته می‌شوند. چهار قیصر امپراتوری اتریش وجود داشتند که همگی به دودمان هابسبورگ تعلق داشتند. آنها فهرستی رسمی از تاج‌ها، عناوین و افتخارات (عنوان بزرگ امپراتور اتریش) داشتند.
قیصرهای امپراتوری اتریش (۱۸۰۴–۱۹۱۸) عبارت بودند از:
- فرانتس یکم (۱۸۰۴–۱۸۳۵).
- فردیناند یکم (۱۸۳۵–۱۸۴۸).
- فرانتس یوزف یکم (۱۸۴۸–۱۹۱۶).
- کارل یکم (۱۹۱۶–۱۹۱۸).

کارل فن هابسبورگ در حال حاضر رئیس خاندان هابسبورگ است.
با وحدت آلمان (به جز اتریش) در سال ۱۸۷۱، بحث‌هایی در مورد عنوان دقیق پادشاه آن دسته از سرزمین‌های آلمانی (مانند شهرهای آزاد امپراتوری، شاهزاده‌نشین‌ها، دوک‌نشین‌ها و پادشاهی‌ها) که موافقت کردند تحت رهبری پادشاهی پروس متحد شوند و بدین ترتیب امپراتوری جدید آلمان را تشکیل دهند، وجود داشت. خود قیصر اول یا Kaiser von Deutschland ("قیصر آلمان") را ترجیح می‌داد. در نهایت، انتخاب صدراعظم او بیسمارک Deutscher Kaiser ("امپراتور آلمان") پذیرفته شد زیرا به سادگی دلالت بر این داشت که امپراتور جدید، که از پروس پیروی می‌کند، یک آلمانی است، اما به این معنی نبود که این امپراتور جدید بر تمام سرزمین‌های آلمانی‌زبان تسلط دارد، به ویژه از آنجایی که قیصر اتریش از اینکه اتریش، که ساکنان آن آلمانی هستند، هنوز بخشی از سرزمین‌های آلمان محسوب می‌شد، آزرده خاطر می‌شد. تنها سه قیصر در امپراتوری (دوم) آلمان (رایش دوم) وجود داشتند. همه آنها متعلق به دودمان هوهن‌تسولرن بودند که به عنوان پادشاهان پروس، رهبران «عملی» آلمان کوچک‌تر (آلمان به استثنای اتریش) بودند.
قیصرهای امپراتوری آلمان (۱۸۷۱–۱۹۱۸) عبارت بودند از:
- ویلهلم یکم (۱۸۷۱–۱۸۸۸)؛
- فریدریش سوم (۹ مارس – ۱۵ ژوئن ۱۸۸۸)، که به مدت ۹۹ روز حکومت کرد؛
- ویلهلم دوم (۱۸۸۸–۱۹۱۸)، که در دوران سلطنت او سلطنت در آلمان نزدیک به پایان جنگ جهانی اول پایان یافت.[۱۲]

گئورگ فردریش فردیناند، شاهزاده پروس، در حال حاضر رئیس دودمان هوهن‌تسولرن است، که سلسله حاکم سابق امپراتوری آلمان و پادشاهی پروس بود.

## قیصر و روم در شاهنامه
اصطلاح قیصر نامی است که در تاریخ حماسی ایرانیان شاهنامه فردوسی به وی اشاره شده و او پادشاه کشوری معین در جوار اراضی کشورهای ایران و توران بوده است.
نخستین‌بار از اصطلاح روم در پایان زمامداری فریدون و آغاز فتوحات منوچهر یاد می‌شود که فرمانروای روم سلم است. اما کشور یا تمدن روم به‌طور واضح‌تر در زمان گشتاسپ مطرح گشته که کشوری با حاکمیت مستقل بوده و خراجگزار ابرقدرت‌های آن زمان یعنی ایران و توران نیست. شاهزاده گشتاسپ دو بار تصمیم گرفت از ایران بگریزد بار اول که موفق نشد به کشور هندوان می‌رفت که از میانه راه بازگردانده شد. اما بار دوم به‌طور ناشناس به کشور روم وارد شد و هنگام خروج از مرز ایران از طریق رود مرزی و اجازه یافتن از رودبان آن مردی بنام هیشوی وارد خاک روم شد.
گشتاسپ که ولیعهد ایران محسوب می‌شد در روم برای سیر کردن شکمش نیز درماند، اما عاقبت به سبب رشادت‌ها و کشتن دو حیوان درنده که مظهر آدمیان شرور و بد ذات بودند تا مقام دامادی قیصر و سپس سپهسالار روم ارتقا یافت. گشتاسپ کتایون دختر بزرگ قیصر را به همسری اختیار کرد در واقع کتایون گشتاسپ را به همسری انتخاب نمود و به سبب این انتخابش از کاخ قیصر رانده شد:
| کتایون بدو گفت کای بدگمان     |  | مشو تیز با گردش آسمان        |
| چو من با تو خرسند باشم به بخت |  | تو افسر چرا جویی و تاج و تخت |
| برفتند ز ایوان قیصر به درد    |  | کتایون و گشتاسپ با باد سرد   |